# Raúl Blanco
Raúl V. Blanco est un entraîneur uruguayen de football. Il a dirigé la sélection uruguayenne et remporta la Copa América 1935.

## Palmarès
- Copa América
  - Vainqueur en 1935